# Pas de répit sur planète Terre
Pas de répit sur Planète Terre(Hard Time on Planet Earth) est une série télévisée américaine en 13 épisodes de 47 minutes, créée par Timothy Bond et diffusée entre le 1er mars 1989 et le 21 juin 1989 sur le réseau CBS.
En Belgique, la série a été diffusée à partir du 26 septembre 1990 sur RTL TVI.
En France, la série a été diffusée du 17 décembre 1990 à janvier 1991 sur FR3. Puis sur TF1 à trois reprises dans Disney Parade le 10 août 1992 puis le 5 décembre 1993 Puis son ultime diffusion en 1996 toujours sur Disney Parade.

## Synopsis
Un soldat extraterrestre est condamné par "Le Grand Conseil" pour acte de violence à l'encontre de son peuple. Comme punition il est envoyé sur Terre où il atterrit à Los Angeles sous la forme d'un être humain avec un robot rond flottant nommé Contrôle, qui parle, afin de le surveiller et de s'assurer qu'il réfrène ses instincts agressifs pour pouvoir retourner sur leur planète. Jesse et Contrôle en exil sur terre apprennent les coutumes humaines en aidant les gens mais, avec leur ignorance de la vie sur terre, ils se retrouvent souvent dans les ennuis...

## Distribution
- Martin Kove (VF : Emmanuel Jacomy) : Jessie
- Danny Mann : voix de Contrôle

## Épisodes

### Épisode 1:Etranger sur la Terre
- Titre original : Stranger in a Strange Land
- Diffusion : 
  -  États-Unis : 1er mars 1989 sur CBS
  -  France : 17 décembre 1990 sur FR3
- Résumé : Un soldat extraterrestre jugé trop violent est banni de sa planète condamné à l'exil sur Terre dans le corps d'un humain avec Contrôle, une sphère qui le surveille.

### Épisode 2:Le voleur malgré lui
- Titre original : Something to Bank On
- Diffusion : 
  -  États-Unis :
- Résumé : Apprenant que les humains utilisent de l'argent pour survivre, Jesse et Control volent plusieurs guichets automatiques ne réalisant pas que c'est illégal et Jesse se fait filmer et rechercher par la police...

### Épisode 3:Aventures à Disneyland
- Titre original : Losing Control
- Diffusion : 
  -  États-Unis :
- Résumé : Jesse et Control visitent Disneyland pour apprendre comment les humains se détendent, mais lorsque Control est électrocuté dans une salle de jeu vidéo et récupéré par un enfant, Jesse se lance à sa poursuite...

### Épisode 4:L'amour, c'est quoi?
- Titre original : The Way Home
- Diffusion : 
  -  États-Unis :
- Résumé : Jesse se lie d'amitié et tente d'aider une fille délinquante en fuite à retourner chez ses parents, mais se retrouve face à deux flics malhonnêtes qui utilisent des délinquants pour commettre des vols...

### Épisode 5:Le peloton Bravo
- Titre original : All That You Can Be
- Diffusion : 
  -  États-Unis :
  -  France : 26 décembre 1990[4] sur FR3
- Résumé : Jesse rejoint l'armée des États-Unis et aide un jeune soldat à ne pas tomber sous l'influence de son ancien gang qui veut l'obliger à voler des armes.

### Épisode 6:La bataille des sexes
- Titre original : Battle of the Sexes
- Diffusion : 
  -  États-Unis :
- Résumé : Un assassin du monde de Jesse est envoyé sur Terre et prend l'apparence d'une femme pour tuer Jesse...

### Épisode 7:L'amour est aveugle
- Titre original : Death Do Us Part
- Diffusion : 
  -  États-Unis :
  -  France : 28 décembre 1990[5] sur FR3
- Résumé : Jesse devient un candidat dans un jeu télévisé Le Jeu de la séduction et aide une célibataire à éviter de prendre la mauvaise décision.

### Épisode 8:Mr Hot-Dog
- Titre original : The Hot Dog Man
- Diffusion : 
  -  États-Unis :
- Résumé : Jesse devient catcheur et aide sa patronne à lutter contre un promoteur immobilier véreux.

### Épisode 9:L'heure de gloire
- Titre original : Jesse's Fifteen Minutes
- Diffusion : 
  -  États-Unis :
- Résumé : Jesse devient un top model à succès, ce qui lui vaut beaucoup de nouveaux amis et ennemis.

### Épisode 10:Le Rodéo
- Titre original : Rodeo
- Diffusion : 
  -  États-Unis :
- Résumé : Jesse se lie d'amitié avec une ancienne vedette de rodéo et le convainc que ses années de gloire ne sont pas encore terminées.

### Épisode 11:Toucher les étoiles
- Titre original : Not In Our Stars
- Diffusion : 
  -  États-Unis :
- Résumé : Un scientifique interfère intentionnellement avec les tentatives de Jesse de communiquer avec sa planète.

### Épisode 12:L'ambitieux
- Titre original : The All American
- Diffusion : 
  -  États-Unis :
- Résumé : Jesse rencontre dans une école un alien de sa planète ayant l'apparence d'un ado malveillant et Jesse tente de l'empêcher de devenir un homme politique sur Terre.

### Épisode 13:La bande à Wally
- Titre original : Wally's Gang
- Diffusion : 
  -  États-Unis :
- Résumé : Jesse travaille dans une émission de télévision pour enfants et apprend que le père d'un de ses collègues est en sérieuse difficulté et tente de l'aider.

## Commentaires
- Dans le premier épisode, Jesse à une queue de cheval et porte un collier en cristal lumineux qui lui procure une force surhumaine. Ces éléments disparaîtront dans les autres épisodes.
- Contrôle peut devenir invisible, pirater les ordinateurs, contrôler tous appareils électriques, et figer les humains.
- N'ayant pas rencontré le succès escompté, la série a été annulée au bout de treize épisodes. Jesse et Control resteront en exil sur Terre.
- La série n'existe toujours pas en DVD.